# Knut (polarni medvjed)
Knut (Berlin, 5. prosinca 2006. – Berlin, 19. ožujka 2011.), polarni medvjed okoćen u berlinskom zoološkom vrtu. Pošto ga je majka odmah odbacila, odgajali su ga zaposlenici zoološkog vrta. On je, nakon više od 30 godina, bio prvo mladunče polarnog medvjeda u berlinskom zoološkom vrtu koje je preživjelo. Postavši u jednom trenutku predmet međunarodne kontroverze, bio je popularna turistička atrakcija koja je donijela veliki komercijalni uspjeh. Kada je njemački tabloid „Bild“ citirao jednog aktivista za prava životinja koji je izjavio da bi mladunče trebalo ubiti, javnost je negodovala u više zemalja. Djeca i drugi obožavatelji su se okupili ispred zoološkog vrta podržati mogućnost po kojoj bi se ljudi brinuli o mladunčetu. Brojni imejlovi i pisma podrške medvjediću stigli su iz cijelog svijeta. Knut je postao središte medijskog fenomena zvanog „knutomanija“, tj. proizvodnje igračaka, reportaža i izdavanja video-diskova i knjiga s njim kao glavnim junakom. Zbog svega ovoga, medvjedić je bio doprinio značajnom povećanju prihoda u berlinskom zoološkom vrtu 2007., koje se procjenjuje na 5 000 000 eura. Posjeta zoološkom vrtu se po nekim procjenama povećala za 30%, što je 2007. učinilo najprofitabilnijom u 163 godine dugoj povijesti Vrta.

### Koćenje
Okoćen je u berlinskom zoološkom vrtu. Majka mu je dvadesetogodišnja Tosca, bivša cirkuska životinja u Istočnoj Njemačkoj, okoćena u Kanadi, a otac trinaestogodišnji Lars, koji je okoćen u helabrunskom zoološkom vrtu (Tierpark Hellabrunn) u Münchenu. Poslije normalne trudnoće, Knut i njegov neimenovani brat okoćeni su 5. prosinca 2006. Tosca je iz nepoznatih razloga odbacila svoje mladunce, ostavivši ih na stijeni u nastambi polarnih medvjeda. Zaposlenici u zoološkom vrtu su ih spasili rabeći produljene ribarske mreže. Knutov brat je uginuo 4 dana kasnije od infekcije. Veličine morskog praseta, Knut je prva 44 dana života proveo u inkubatoru, prije nego što se zaposlenik Thomas Dörflein počeo brinuti o njemu. Kako bi ispunjavao sve potrebe medvjedića, Dörflein je spavao na jastuku pored njega, igrao se s njim, kupao ga i hranio. U početku, svaka 2 sata ga je hranio umjetnim mlijekom s dodatkom ulja iz jetre bakalara da bi, pošto je Knut napunio 4 mjeseca, prešao na mliječnu kašu od hrane za mačke i vitaminâ. Također, Dörflein je pratio medvjedića na njegovim jednosatnim prikazivanjima publici, koja su se obavljala dva puta na dan, što je dovelo do toga da se pojavio na brojnim fotografijama i snimkama. Tako je Dörflein dobio status mini-zvijezde u Njemačkoj i nagrađen je berlinskim Odlikovanjem za zasluge u čast njegove neprekidne brige o Knutu. Međutim, preminuo je od srčanog udara u rujnu 2008. godine.

### Kontroverza
Početkom ožujka 2007. njemački tabloid „Bild“ citirao je borca za prava životinja Franka Albrechta, koji je izjavio kako bi medvjedića prije trebalo ubiti, nego ga poniziti tako što će biti odgajan kao „pripitomljeni ljubimac“. Albrecht je tvrdio kako zoološki vrt krši propise o zaštiti životinja, tako što ga održava na životu. Wolfram Graf-Rudolf, ravnatelj zoološkog vrta u Aachenu, složio se s Albrechtom i izjavio je da „bi zaposlenici u zoološkom vrtu trebali imati hrabrosti pustiti medvjeda umrijeti“, pošto je bio odbačen, kao i kako će „umirati pomalo“ svaki put kada bude odvojen od onog tko vodi računa o njemu. Skupina djece se okupila kod zoološkog vrta, noseći plakate s natpisima „Knut mora živjeti“ i „Volimo Knuta“, a i mnogi drugi su poslali elektronička i poštanska pisma, tražeći da se život mladunčeta poštedi. Albrecht je primao prijeteća pisma. Službenici berlinskog zoološkog vrta reagirali su obećavši da ne će povrijediti Knuta.
Albrecht, koji nije bio član nijedne organizacije za zaštitu prava životinja, kasnije je tvrdio da je njegova izjava istrgnuta iz konteksta; prema njegovoj tvrdnji, on je u prosincu 2006. podnio tužbu protiv lajpciškog zoološkog vrta (Zoologischer Garten Leipzig) zato što su ubili mladunče usnatog medvjeda koje je odbacila majka. Slučaj je bio odbijen pod obrazloženjem da je neprikladno da ljudi gaje divlje životinje. Albrecht, koji se protivio takvoj presudi, izjavio je da on nije predložio ubijanje medvjedića zato što je to želio, već kako bi skrenuo pažnju na odluku lajpciškog zoološkog vrta, koja bi berlinskom dala prava ubiti Knuta. Većina međunarodnih medija se, ipak, oslonila na inačicu koju je objavio „Bild“ i objavila Albrechtovu izjavu, navodno istrgnutu iz konteksta. Publicitet koji je zbog toga nastao uzdigao je Knutov slučaj iz državnih u međunarodne okvire.

### U središtu pažnje
Knut je prvi put prikazan javnosti 23. ožujka 2007. Toga dana, koji je nazvan „Knutovim danom“, oko 400 novinara je posjetilo berlinski zoološki vrt, kako bi izvjestili o prvom prikazivanju mladunčeta svjetskoj javnosti. Pošto se veoma rano našao u fokusu svjetskih medija, tijekom njegove prve godine života kružile su mnoge priče i podizale su se lažne uzbune vezane za zdravlje i dobrobit medvjedića. Na primjer, 16. travnja 2007. Knut nije prikazivan publici zbog bolova izazvanim rastom desnog gornjeg očnjaka, ali su prvobitni izvještaji neodređeno govorili o tome kako boluje od nepoznate bolesti i da prima terapiju antibioticima. Također, mnogo buke se podiglo oko prijetnje smrću koja je poslana 18. travnja, nešto prije 15 h po područnom vremenu. Zoološki vrt je faksom primio anonimno pismo sljedećeg sadržaja: „Knut je mrtav! Četvrtak popodne.“ (Knut ist tot! Donnerstag Mittag.) Kao odgovor na prijetnju, policija je pojačala sigurnosne mjere oko Knutove nastambe. Vrijeme koje je navedeno u pismu prošlo je bez obračuna ili napada na Knuta.
Usprkos tome što je njemački tjednik „Der Spiegel“ 30. travnja 2007. objavio kako Knut kako stari tako „postaje sve manje sladak“, Knut je nastavio privlačiti rekordni broj posjetitelja u zoološki vrt tog ljeta. Pošto je u srpnju 2007. napunio 7 mjeseci i dostigao težinu od 50 kg, njegova redovna prikazivanja posjetiteljima zoološkog vrta, dva puta na dan, su otkazana, a kao razlog je navedena zabrinutost uprave za sigurnost Knutovog čuvara. Predstavnica za medije zoološkog vrta Regine Damm je također izjavila da je vrijeme za medvjeda „družiti se s drugim medvjedima, a ne s ljudima“. Pošto je živio u istoj nastambi s Ernstom, malezijskim crnim medvjedom koji je rođen mjesec dana prije njega, i njegovom majkom, Knut je prebačen u vlastiti životni prostor. Iako je broj posjetitelja počeo opadati s izvanredno visokog u ožujku i travnju, Knut je ostao glavna atrakcija zoološkog vrta i u ostatku 2007. U kolovozu iste godine, zabilježeno je 400 000 posjetitelja, što je predstavljalo najveći broj u povijesti berlinskog zoološkog vrta.
Vijesti o Knutu i njegovom životu u zoološkom vrtu bile su prenošene diljem svijeta i krajem 2007. godine. Njegova stroga dijeta, neophodna kako bi prestao dobivati na masi koja bi mu u divljini pomogla preživjeti teške zime, našla se u medijima izvan Njemačke. Broj njegovih dnevnih obroka je smanjen s 4 na 3, a kalorična hrana, kao što su kroasani koje mladi polarni medvjed posebno voli, je zabranjena. Pošto je mjesec dana kasnije, u rujnu, povrijedio stopalo kada je pao s vlažne stijene u svojoj nastambi, obožavatelji diljem svijeta izrazili su zabrinutost i podršku slavnom polarnom medvjedu.

### Nakon 2007.
U studenom 2007. Knut je težio 90 kg i činilo se da je previše opasan da bi se s njime dolazilo u blizak kontakt, tako da je kontakt između njega i ljudi koji su ga njegovali smanjen. Proslavu mladunčetovog prvog rođendana, kojoj je nazočilo na stotine djece, uživo je prenosila njemačka nacionalna televizija. Nacionalna kovnica novca izdala je 25 000 posebnih srebrnih novčićâ, kako bi obilježila njegov rođendan. Knutova buduća uloga u berlinskom zoološkom vrtu može biti i da postane „privlačan pastuh“ za ženke u drugim zoološkim vrtovima kako bi dao doprinos u očuvanju svoje vrste. Prije nego što napuni 3 ili 4 godine, uobičajeno doba kada medvjedi postaju spolno zreli, Knut će vjerojatno biti prebačen u drugi zoološki vrt s više ženskih jedinki koje su približno njegovog uzrasta.
Iako se i dalje smatra mladunčetom, godinu dana poslije svog prvog javnog prikazivanja Knut je težio više od 130 kg. Staklena pregrada debljine 15,24 cm, dovoljno snažna izdržati udar betona, postavljena je između njega i posjetitelja. Krajem ožujka 2008. Markus Röbke, jedan od zaposlenika koji su sudjelovali u odgoju Knuta, izjavio je za „Bild“ kako bi trebalo omogućiti da medvjed što prije napusti zoološki vrt kako bi se prilagodio na život bez ljudi. Također, Röbke je izjavio da se jasno vidi kako Knutu nedostaje njegova nekadašnja očinska figura, Thomas Dörflein, kao i da je toliko navikao na pažnju da cvili kada nema nikoga u blizini njegove nastambe. „Knutu je potrebna publika“, rekao je Röbke. „To se mora promijeniti.“ U travnju iste godine sudionici kampanje za dobrobit životinja su kritizirali berlinski zoološki vrt zato što su dopustili Knutu uloviti i pojesti deset šarana iz bare koja okružuje njegovu nastambu. Naime, tvrdjeli su da to predstavlja kršenje njemačkih propisa o zaštiti životinja. Zaposlenik Vrta, stručnjak za medvjede Heiner Klös izjavio je da je Knutovo ponašanje „dio toga što je on polarni medvjed“.
U srpnju 2008. nojminsterski zoološki vrt, u kojem se nalazi Knutov otac, tužio je berlinski zoološki vrt zbog dobiti koja je ostvarena zahvaljujući Knutu. Iako je berlinski Vrt priznao da je Knut vlasništvo nojminsterskog, protivio se podjeli prihoda. Nojminsterski zoološki vrt je prvo pokušao pregovarati s drugarima iz Berlina, ali su kasnije zahtijevali da sud odluči u njihovu korist. Peter Drüwa, ravnatelj nojminsterskog Vrta, izjavio je kako oni „ne žele odvesti Knuta iz njegovog okruženja, ali da imaju pravo zahtijevati svoj novac.“ U studenom iste godine, jedan tridesetsedmogodišnjak je uskočio u Knutovu nastambu, ali su čuvari uspjeli odatle ga izvući prije nego što je stupio u kontakt s Knutom. Navodeći razlog svog postupka, čovjek je rekao „da je usamljen i da mu se činilo da je Knut također usamljen.“ U travnju 2009. jedna žena je pokušala samoubojstvo tako što je skočila u kavez polarnih medvjeda u vrijeme njihovog obroka. Prije nego što su ju čuvari izvukli iz kaveza, medvjedi su je već izujedali po rukama i nogama, ali Knut nije bio među njima.

## Učinci popularnosti

### Komercijalni uspjeh
Krajem ožujka 2007. berlinski zoološki vrt je prijavio Knuta kao svoju trgovačku marku. Kao ishod toga, vrijednost njegovih akcija na berlinskoj burzi (Berliner Börse) se udvostručila. S prethodne cijene od 2 000 eura po akciji, skočile su na 4 820 eura samo tjedan dana kasnije. Vrt je objavio procjenu kako je broj posjetitelja za 2007. narastao za 30%, što je tu godinu učinilo najprofitabilnijom u njegovoj 163 godine dugoj povijesti. Knut je zoološkom vrtu u kojem je rođen donio skoro 5 000 000 eura te godine, uglavnom zahvaljujući povećanju broja posjetitelja, kao i količini prodanih proizvoda vezanih za njega. Razne kompanije su ostvarile zaradu zahvaljujući pažnji koja je okruživala Knuta, tako što su razvijale proizvode poput melodija za mobilne telefone i mekane mede. Čuvena kompanija za proizvodnju plišanih igračaka Margarette Steiff GmbH proizvela je nekoliko igračaka od pliša vezanih za Knuta, u tri veličine i tri modela: u sjedećem, stajaćem i ležećem položaju. Prvih 2 400 igračaka koje su se ekskluzivno prodavale u berlinskom zoološkom vrtu prodano je za samo 4 dana. Novac dobiven zahvaljujući suradnji s „Margarette Steiff GmbH“ bio je namijenjen preuređenju nastambe polarnih medvjeda u berlinskom zoološkom vrtu. Početkom travnja 2007. njemačka kompanija za proizvodnnju slatkišâ „Haribo“ proizvela je gumene medvjediće s okusom maline, koje je nazvala „Cuddly Knut“ (hrv.: Maza Knut). Također, ista kompanija se obvezala berlinskom zoološkom vrtu donirati po 10 centi za svako pakiranje gumenih bombona „Cuddly Knut“ koje se proda. Gumeni medvjedići su se prodali tako brzo da je ova kompanija iz Bonna morala proširiti proizvodnju na još jednu tvornicu kako bi se borila s potražnjom.
Knut je bio tema nekoliko popularnih pjesama u Njemačkoj, od koji su najuspješnije bili singlovi „Knut Is Cute“ (hrv.: Knut je sladak) i „Knut, der kleine Eisbär“ (hrv.: Knut, mali polarni medvjed), koju je napisala devetogodišnja Kitty iz Köpenicka. Blog s najnovijim informacijama o poznatom polarnom medvjedu održavao je novinar u područnom sjedištu „Radio Berlin-Brandenburga“ (Rundfunk Berlin-Brandenburg, RBB); blog se pisao na njemačkom, engleskom i španjolskom jeziku. RBB je također odgovoran za televizijski program koji se prikazivao jednom tjedno u Njemačkoj, a posvećen je Knutu. Knut je bio predmet nekoliko izdanjâ video-diskova, uključujući i jedan pod imenom „Knut - Stories from a Polar Bear's Nursery“ (hrv.: Knut - priče iz vrtića polarnog medvjeda). Na naslovnoj stranici njemačkog izdanja magazina „Vanity Fair“ Knut se pojavio 29. ožujka 2007., a isto izdanje je sadržavalo i nekoliko stranica s tekstom o životu mladunčeta.
Njujorška kompanija „Turtle Pond Productions“ i berlinski zoološki vrt su 1. svibnja 2007. objavili kako su postigli dogovor oko dopusnice za objavljivanje knjige o Knutu diljem svijeta, kako bi se podigla svijest o teškoćama globalnog zatopljenja. Knjiga od 44 stranice, „Knut, mali polarni medvjed“ (njem.: Knut, der kleine Eisbärenjunge), koju su napisali Craig Hatkoff i njegove kćerke Juliana i Isabela, sadrži Knutovu životnu priču, kao i fotografije koje nikada ranije nisu bile objavljene. Iako je nekoliko knjiga o Knutu već bilo objavljeno u Njemačkoj, ovo je prva čije je izdavanje odobrio berlinski zoološki vrt. U Njemačkoj, knjigu je 26. srpnja 2007. izdao „Ravensburger“, a u SAD-u ju je u studenom iste godine izdala kompanija „Scholastic Corporation“ i to pod nazivom „Knut: kako je mali polarni medvjed osvojio svijet“ (engl.: Knut: How One Little Polar Bear Captivated the World). Prava na objavljivanje knjige su prodana i izdavačima u Japanu, Engleskoj, Meksiku, Kini i Italiji. Ravnatelj berlinskog zoološkog vrta je 31. prosinca 2007. potvrdio da je zoološki vrt od holivudskog filmskog producenta Asha R. Shaha dobio ponudu za snimanje crtanog filma o Knutovom životu. Shah je Vrtu ponudio sklapanje ugovora vrijednog 3,5 000 000 eura. Knut se prvi put pojavio na velikom ekranu u njemačkom filmu „Knut i njegovi prijatelji“ (njem.: Knut und seine Freunde), koji je premijerno prikazan u Berlinu, 2. ožujka 2008. Ovaj film, u režiji Michaela Johnsona, opisuje kako je Knut spašen pošto ga je majka napustila. Pored Knuta, u filmu se pojavljuje obitelj polarnih medvjeda s Arktika, kao i dva mladunčeta mrkog medvjeda iz Bjelorusije.

### Utjecaj na zaštitu životne sredine
Dr. Gerald Ulich, iz odbora povjerenika berlinskog zoološkog vrta, izjavio je da je, zbog svoje goleme popularnosti, Knut postao sredstvo komunikacije s ljudima i da ima sposobnost „privući pažnju na zaštitu okoline na lijep način. Ne prijetnjama i grđenjem.“ Zahvaljujući ovoj izjavi, njemački ministar za zaštitu životne sredine Cigmar Gabriel službeno je prihvatio Knuta kao maskotu konferencije o ugroženim vrstama koja je održana u Bonnu 2008. godine. On je posjetio Knuta ubrzo nakon njegovog prvog pojavljivanja u javnosti i tom prilikom je rekao kako je Knut u sigurnim rukama, kako su „polarni medvjedi diljem svijeta u opasnosti i kako je dobra stvar ako im Knut može pomoći.“
Fotografkinja Ennie Libovitz je slikala Knuta za kampanju za zaštitu životne sredine, uključujući i „Zelenu teškoću“, izdanje koje je u svibnju 2007. objavio „Vanity Fair“, a u kojem se Knut uz pomoć fotomontaže nalazi na slici s američkim glumcem Leonardom DiCapriom. Poznati polarni medvjed nalazi se i na logou kampanje protiv globalnog zatopljenja koju je organiziralo njemačko ministarstvo za zaštitu životne sredine. Posebno izdanje poštanskih marki, na kojima se pored jednogodišnjeg Knuta nalazi i slogan „Sačuvajmo prirodu diljem svijeta“ (njem.: Natur weltweit bewahren), izdano je 9. travnja 2008.